# Castillo de Halton
El castillo de Halton es un castillo medieval hoy en ruinas, situado en la antigua localidad de Halton y que ahora forma parte de la localidad de Runcorn, Cheshire, Inglaterra, Reino Unido. El castillo se encuentra en lo alto de la colina llamada Halton Hill, una prominencia de arenisca desde donde se divisa la localidad. Está clasificado como Grado I (Grade I) en la lista de edificios del Reino Unido y calificado como edificio antiguo protegido (monumento planificado). Fue la residencia de los barones de Halton desde el siglo XI hasta el XIV, cuando pasó al Ducado de Lancaster. Fue asediado en dos ocasiones durante la guerra civil inglesa, por lo que su estructura se deterioró. En el siglo XVIII se construyó un nuevo palacio de justicia en el sitio donde se encontraba la anterior casa del guarda. El castillo se encuentra en ruinas a excepción hecha del juzgado, que ha sido convertido en un pub.

## Historia

### Edificio y administración
Aunque no existen pruebas al respecto, se cree que la colina de Halton Hill fue habitada ya en tiempos prehistóricos. Después de la conquista normanda de Inglaterra, Hugh d'Avranches, conde de Chester, estableció la baronía de Halton. El primer barón del que se tiene constancia es Nigel de Cotentin y se tiene casi seguridad de que fue él quien construyó sobre la mota un castillo de madera, aunque las excavaciones efectuadas entre 1986 y 1987 no encontraron pruebas de ninguna mota feudal o de una torre o empalizada de madera. Lo más probable es que durante el siglo XII la estructura de madera fuera reemplazada por un castillo hecho con arenisca local aunque no hay pruebas documentales de estos restos. Los detalles sobre la construcción son vagos, pero se ha sugerido que John de Gaunt, el 14.º barón, realizó reformas en el castillo, aunque tampoco sobre esto se ha podido confirmar con pruebas documentales. Cuando el 15.º barón, Henry Bolingbroke, ascendió al trono como Enrique IV de Inglaterra, el castillo pasó a ser parte de las propiedades del Ducado de Lancaster.
Las primeras pruebas documentadas sobre obras realizadas en el castillo de Halton muestran que durante el siglo XV y XVI, regularmente se realizaron obras de mantenimiento en el castillo. Entre 1450 y 1457 se construyó una nueva puerta. No hay ninguna prueba de que el castillo se viera implicado en la guerra de las Dos Rosas, tal vez debido a su posición poco conocida. Sin embargo, una inspección de los Palacios Reales efectuada en 1609 sugiere que por aquel entonces el castillo se encontraba en mal estado. Durante el período Tudor el castillo pasó a ser usado menos como fortaleza y más como prisión,, centro administrativo y palacio de justicia. En 1580-1581, el castillo fue designado como prisión para católicos recusantes, pero no hay pruebas de que fue usado alguna vez para este fin.

### Visitas reales
Hay pocas pruebas de visitas de personalidades relevantes al castillo, aunque se cree que en 1207 el rey Juan I de Inglaterra visitó el castillo y donó cinco libras para el mantenimiento de la capilla. Se tiene certeza de que Eduardo II de Inglaterra visitó el castillo y permaneció en él tres días en noviembre de 1323, tiempo en el que también visitó el Priorato de Norton.

### Guerra civil
Al estallar la guerra civil inglesa el castillo contaba con una guarnición de monárquicos bajo el mando del capitán Walter Primrose, quien había sido designado por el conde de Rivers. El castillo fue asediado por fuerzas parlamentaristas a las órdenes de sir William Brereton en 1643 y los realistas se rindieron finalmente tras algunas semanas. Al tener noticia de la llegada de fuerzas superiores monárquicas mandadas por Ruperto del Rin, los parlamentaristas abandonaron el castillo, que pasó de nuevo a manos de los monárquicos a las órdenes del coronel Fenwick.
En 1644 se produjo un segundo asedio pero, después de que los monárquicos tuvieran menos suerte en otro lugar, decidieron abandonar Halton y el castillo fue ocupado nuevamente por los parlamentaristas a las órdenes de William Brereton. En 1646, se celebró un consejo de guerra en Warrington, donde se decidió que las defensas de los castillos de Halton y Beeston debían ser desmanteladas, tras lo que el castillo de Halton dejó de desempeñar funciones militares. Cerca de 1650 el castillo se encontraba en un estado "muy ruinoso".

### Periodo posterior

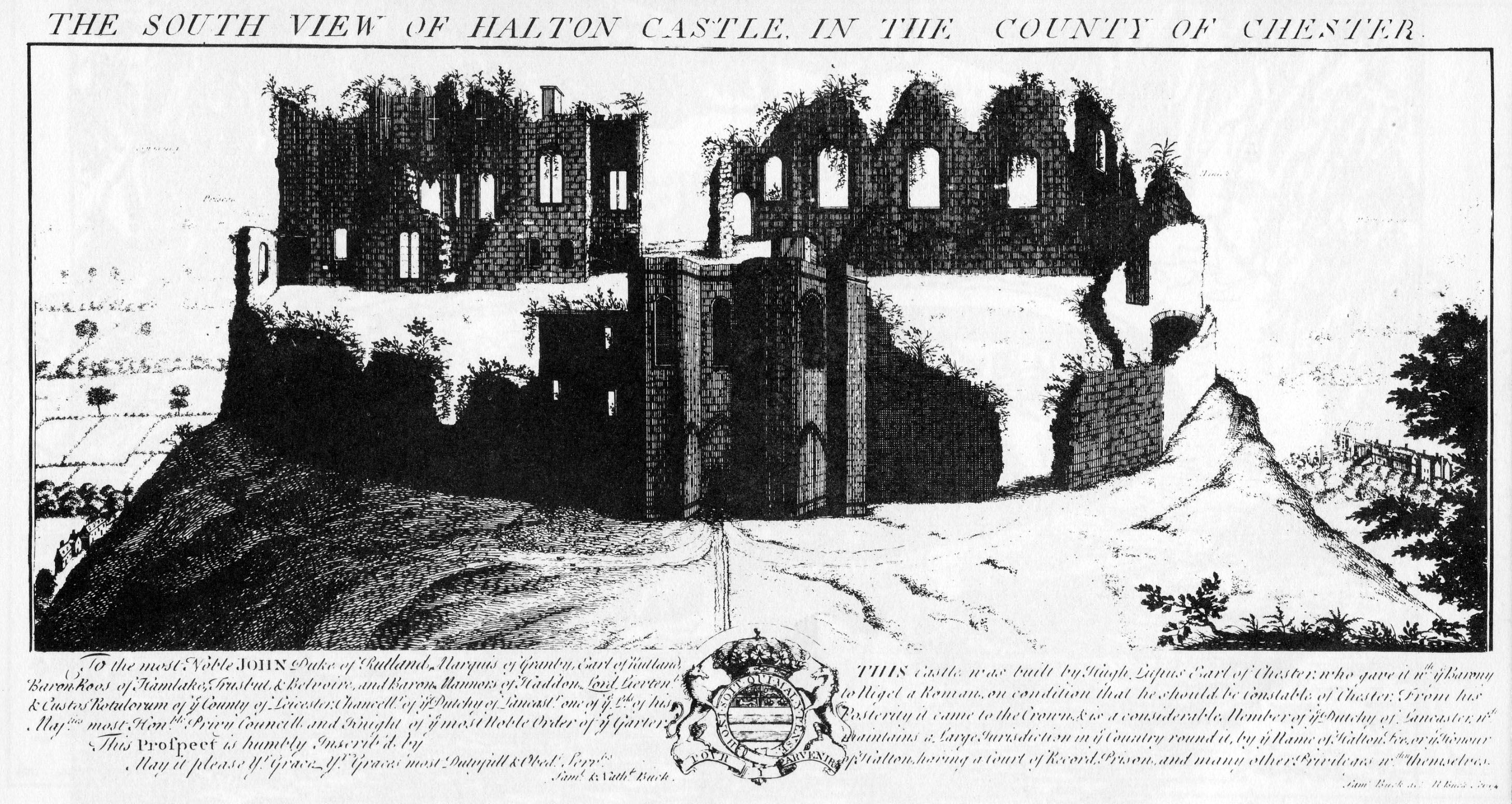
Grabado del castillo de Halton, obra de los hermanos Buck en 1727.

El castillo continuó deteriorándose a pesar de la casa del guarda continuó usándose como juzgado. En 1728, George Cholmondeley, segundo conde de Cholmondeley arrendó en castillo a la corona. En 1737 se construyó un palacio de justicia en el lugar que ocupaba la casa del guarda en la Edad Media. Para realizar el trabajo se designó a Henry Sephton, un arquitecto y constructor de Liverpool y a John Orme, carpintero de obra de Prescot. La sala de justicia se encontraba en el primer piso, mientras que los prisioneros permanecían en el sótano. Sobre 1792, el palacio de justicia se encontraba en ruinas y se encontraron fondos para su reparación, aunque el origen de estos fondos no está claro. El juzgado continuó funcionando en el lugar hasta 1908.
Sobre 1800 se añadieron tres disparatados muros a los muros que quedaban en ruinas en la parte este del castillo para que la vista desde el priorato de Norton fuera más impresionante, donde vivía sir Richard Brooke. Uno de estos muros fue demolido sobre 1906. Durante la época victoriana se construyeron en el recinto del castillo un jardín hundido y dos cuadros de césped. En 1977 el castillo fue arrendado al Halton Borough Council, y el recinto del castillo fue excavado en 1986-1987.

## Estado

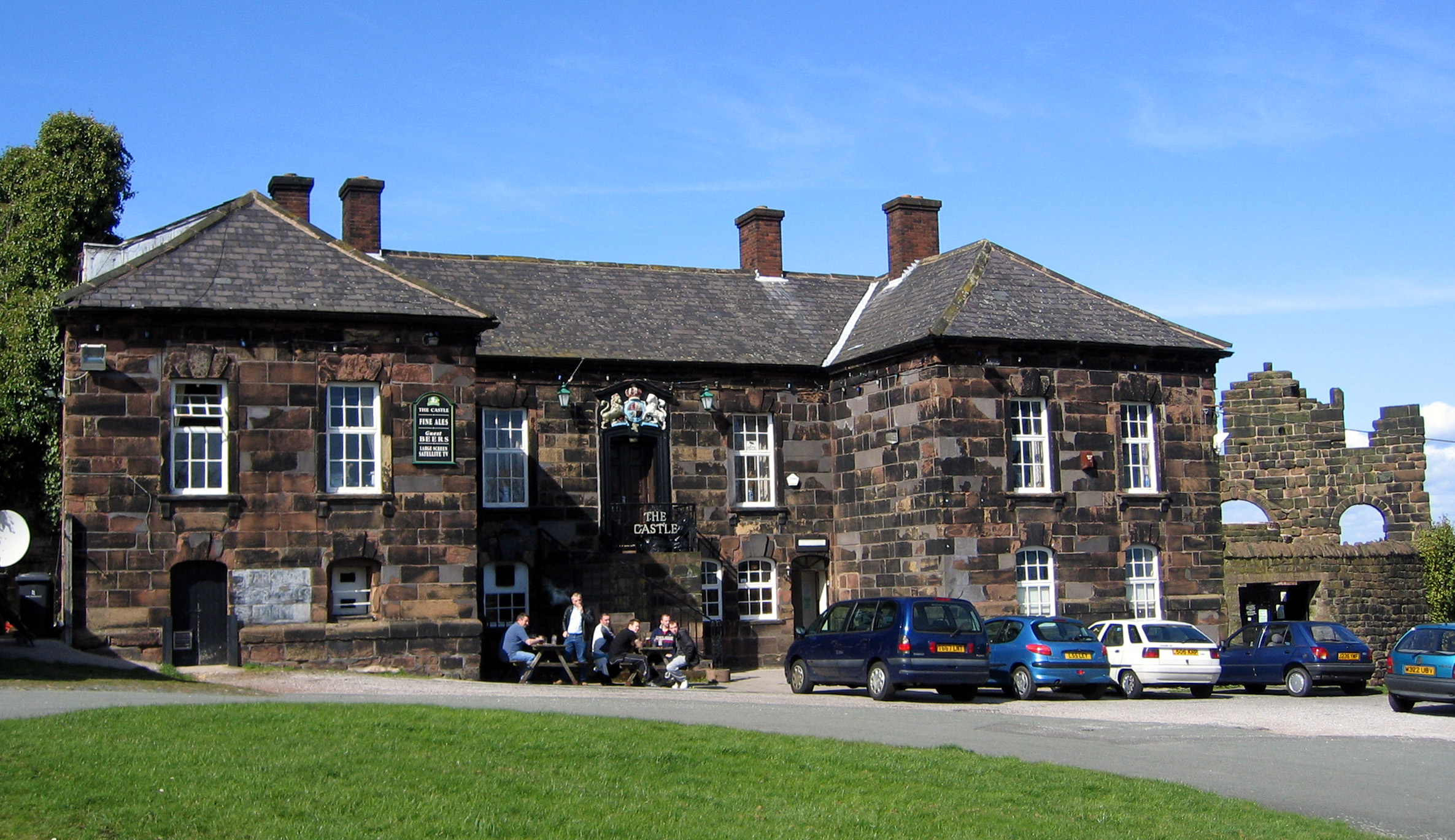
Vista del Castle Hotel

El palacio de justicia es actualmente un pub, el Castle Hotel. La primera planta se usa como establecimiento y los sótanos son usados como bodega del pub. Los muros del castillo se encuentran en estado ruinoso pero la circunferencia se encuentra intacta y es posible darle un rodeo por el exterior. Desde su destacada posición se pueden contemplar amplias vistas en todas direcciones, incluyendo Lancashire, Cheshire, los Peninos, las colinas del Parque nacional del Distrito de los Picos y las montañas de Gales del Norte.
El castillo sigue siendo propiedad del Ducado de Lancaster y el sitio es administrado por el Norton Priory Museum Trust. El interior del castillo se abre ocasionalmente al público y hay planes para hacerlo más accesible en el futuro. El castillo está catalogado como Grado I (Grade I) en la lista de edificios del Reino Unido, mientras que el Castle Hotel está catalogado como Grado II* (Grade II*).